# بشر بن الحكم
أبو عبد الرحمن بشر بن الحكم بن حبيب بن مهران العبدي النيسابوري توفي عام 238 هـ أحد العلماء ومن رواة الحديث عند أهل السنة والجماعة.
أحد شيوخ البخاري. كان كثير الحديث، روى عن سفيان بن عيينة فأكثر، وعمن كان في عصره، ورحل في الحديث وجالس الناس. وكان فقيهاً زاهداً. وثّقه ابن حبان وآخرون.

## شيوخه وتلاميذه
- شيوخه ومن روى عنهم:

روى عن مالك بن أنس، وشريك بن عبد الله، وأبي شيبة إبراهيم بن عثمان العبسي، وعبد الرحمن بن أبي الرجال، والفضيل بن عياض، وسفيان بن عيينة، والدراوردي، ومسلم بن خالد الزنجي، وهشيم، وعبد ربه بن بارق، وفضيل بن منبوذ، وخلق.
- تلاميذه ومن روى عنه:

البخاري، ومسلم، والنسائي، وإسحاق بن راهويه؛ وهو من طبقته، وعبد الله الدارمي، ومحمد بن يحيى الذهلي، والحسن بن سفيان، وإبراهيم بن أبي طالب، ومسدد بن قطن، وولده عبد الرحمن بن بشر، وابن عمه محمد بن عبد الوهاب الفراء، وآخرون.